# 聖夜物語 AnEarth Fantasy Stories
『聖夜物語 AnEarth Fantasy Stories』（せいやものがたり エイナスファンタジーストーリーズ）は、ハドソンから1995年12月22日にPCエンジン SUPER CD-ROM²用ソフトとして発売されたロールプレイングゲーム。開発はメディアワークス。ハドソン最後のPCエンジン用ソフトであった。
『エイナスファンタジーストーリーズ ザ・ファースト・ボリューム』（AnEarth Fantasy Stories THE FIRST VOLUME）と改題してセガサターンに移植された。

## ストーリー
主人公の実母レナは、オルト・ナッシュ教団に追われ、やむなく子供を助産婦に託す。しかし、助産婦は人気のない教会の扉の外側に子供を置き去ってしまう。
雪の降る聖夜に教会におき去られた赤ん坊。通りすがった人物に拾われたその赤ん坊は成長し、主人公が15歳の時にオルト・ナッシュの布教団が訪れたことがきっかけとなり、様々な形で育ての親に不幸が見舞う。それと前後して自分が孤児だったことを知り、オルト・ナッシュと戦い、出生の謎を明らかにするために旅立つことになる。やがて自分が世界の運命を握ることを知る。

## 特徴
本作はマルチシナリオRPGと銘打っており、誰が教会の前を通ったときに泣く（ボタンを押す）かで育ての親が変わり、それにあわせて主人公の職業が「盗賊」「魔法使い」「剣士」「僧侶」となる。またストーリーも4通りに変化する。
戦闘はランダムエンカウントではなく、決まった箇所で発生するイベント方式になっている。またレベルの概念が存在せず、戦闘中にどのような行動をとったかで、各パラメータの成長が変化する仕組みになっている。

## スタッフ
- シナリオ：飯淳
- キャラクターデザイン：近永早苗
- モンスターデザイン：佐嶋真実
- プログラム：TAKION
- 音楽：佐山雅弘
- 美術監督：山根ともお

## キャスト
- 聖母レナ：緒方恵美
- マーシュ：掛川裕彦
- 娼婦ユキ：野上ゆかな（PCE版）、ひと美（SS版）
- 娼婦リンダ：百々麻子
- 娼婦オリベラ：鈴鹿千春
- グレゴリー爺さん：辻親八
- マクガイア：田中秀幸（※パッケージ及び取扱説明書の表記は誤植により「田中秀行」となっている）
- シスターマリア：井上喜久子
- カシム：緑川光
- ナーシャ：かないみか
- オルガ：さとうあい
- ヴェストリル：速水奨
- 教皇ヴェルメッサ：緒方恵美（二役）
- 紫炎アディス：津田匠子
- 霊牙バスターギア：若本規夫
- 鋼武人バートラム：中田和宏
- シャーキン：一条和矢（SS版）
- ウパウパ：横手久美子（SS版）

## 関連商品
- 電撃ムックシリーズ 電撃CD-ROM and BOOK 3 聖夜物語 （発行：メディアワークス 発売：主婦の友社）
PCエンジンのCD-ROMが付属したムック。紙面にはゲームや世界観、キャラクターの紹介、開発スタッフのインタビューなどが掲載。CD-ROMには本作の体験版、音楽鑑賞モード、キャラクター紹介と声優陣の音声メッセージ、おまけのオリジナルシューティングゲームなどが収録されている。

- 電撃文庫『エイナスファンタジーストーリーズ アヴァタークの魔剣』（飯淳 / 著）（発刊：メディアワークス）
セガサターンへの移植にあわせて書き下ろされたゲームのノベライズ。